# Джелинек, Сидней
Сидней Картер «Сид» Джелинек (англ. Sidney Carter "Sid" Jelinek; 18 марта 1899, Уилмингтон, Делавэр — 9 марта 1979, Филадельфия, Пенсильвания) — американский гребец, выступавший за сборную США по академической гребле в середине 1920-х годов. Бронзовый призёр летних Олимпийских игр в Париже в зачёте распашных четвёрок с рулевым.

## Биография
Сидней Джелинек родился 18 марта 1899 года в городе Уилмингтон, штат Делавэр.
Начал заниматься академической греблей в 1920 году в клубе Pennsylvania Barge Club в Филадельфии. Изначально выступал в лодке лёгкого веса, но затем перешёл в распашную рулевую восьмёрку, в которой находился в течение трёх последующих лет. Помимо гребли также представлял клуб на соревнованиях по водному поло.
Наивысшего успеха в гребле на международном уровне добился в сезоне 1924 года, когда вошёл в основной состав американской национальной сборной и благодаря череде удачных выступлений удостоился права защищать честь страны на летних Олимпийских играх в Париже. В распашных четвёрках с рулевым благополучно преодолел предварительный квалификационный этап, тогда как в решающем финальном заезде пришёл к финишу третьим позади экипажей из Швейцарии и Франции — тем самым завоевал бронзовую олимпийскую медаль.
После парижской Олимпиады Джелинек больше не показывал сколько-нибудь значимых результатов в академической гребле на международной арене.
Впоследствии работал архитектором в Филадельфии.
Умер 9 марта 1979 года в Филадельфии в возрасте 79 лет.